# Goyder-kráter
A Goyder-kráter egy becsapódási kráter lepusztult maradványa (asztrobléma) Ausztrália Északi területén, Arnhem-földön.

## Eredete
A jelenleg látható mintegy 3 kilométer átmérőjű enyhe domb az egykori becsapódási kráter töredezett homokkőből álló központi kiemelkedése. A kráter már feltöltődött, a perem sánca lepusztult. A becsapódásos eredetre deformálódott kőzetek utalnak. Kora bizonytalan, a mezoproterozoikum idejéből való alapközetnél jóval fiatalabb, de a krétánál idősebb. Eredeti méretét 9-12 kilométer átmérőjűnek vélik.

## Elhelyezkedése és megközelítése
A Goyder-kráter Ausztrália északi, trópusi területén található, a Carpentaria-öböltől 85 kilométerre nyugatra. Egyetlen úton lehet megközelíteni, ez a Yirrkala felé vezető Central Arnhem Road, 2013-ban döntő részben földút. Kiindulópontja a Stuart Highway, Katherine várostól 47 kilométerre délkeletre. Az úton kb. 300-350 kilométert kell haladni a kráter környékéig. Magához a kráterhez semminemű út, vagy ösvény nem vezet, az úttól légvonalban 40 kilométert kell megtenni igen nehéz terepen, lakatlan környéken. Maga a kráter nem különösebben látványos, inkább csak kutatók számára érdekes. Különleges felkészülés nélkül megközelíthetetlennek tartják.